# Đuro XII. Gruzijski
Đuro XII. Gruzijski (gruz. გიორგი XI), prema nekim izvorima Đuro XIII. (10. studenog 1746. – 28. prosinca 1800.) iz dinastije Bagrationi bio je posljednji kralj Gruzije (Kraljevina Kratlije i Kahetije) od 1798., do svoje smrti 1800. godine. Njegova kratka vladavina u posljednjim godinama 18. stoljeća obilježena je značajnim političkim nestabilnostima, što se odnosilo na vjerojatnost pojave građanskih sukoba i iranske invazije. Oslabljen i lošeg zdravstvenog stanja, te preplavljen problemima u Carstvu zatražio je zaštitu Cara Rusije, Pavla. Nakon njegove smrti, carska Rusija je iskoristila trenutak i pripojila Gruzijsko kraljevstvo, a ostatak gruzijske kraljevske obitelji poslala u izgnanstvo.
Đuro je bio sin Erekla II., kralja Kahetije, kasnije i Kartlije, i njegove žene Ane Abašidze. Popeo se na gruzijsko prijestolje nakon smrti oca, 12. siječnja 1798. godine. Okrunjen je u Bazilici Ančishati u Tbilisiju 1799. godine. U to vrijeme Tbilisi je još uvijek bio razrušen od posljedice perzijske invazije 1795. godine. 
U sve tri godine vladavine Đuro nije uživao potporu svojih podanika. Opterećen gojaznošću i edemima, ležao je bolestan u Tbilisiju uvučen u intrige svoje maćehe Daredžan Dadiani (Darije), koja je tražila da Đuro svoje potomke liši trona u korist nekih od njezinih sinova. Da stvar bude još gora, iranski šah Fateh Ali-šah Kadžar tražio je Đuru XII. da pošalje svog sina u Teheran kao taoca i da svoju zemlju da u podaništvo Perziji. Prijetio mu je još gorim razaranjima zemlje nego što se to dogodilo za vrijeme kana Muhamed-han Kadžara. Živući u strahu da će biti svrgnut, te još jedne invazije Perzije na svoje kraljevstvo, Đuro je potražio pomoć ruskog cara Pavla. Do tog vremena mnogi gruzijski političari bili su razočarani u savez s Rusijom, jer im ona nije pružila nikakvu zaštitu prilikom prve iranske invazije. Đurina bolest izazvala je podjele kod gruzijskih plemića zbog pitanja njegova nasljednika. Jedni su bili za Đurinog sina, Davida, a drugi za Đurinog polubrata Julona.
Da bi osigurao nasljedstvo svom sinu i spriječio kraljevstvo da bude uvučeno u građanski rat, Đuro je svoje poslanike u rujnu 1799. godine poslao na pregovore s carem Pavlom I. U studenom iste godine, carsko izaslanstvo je stiglo u Gruziju i preuzelo gruzijske inozemne odnose. Carski izaslanik Peter Ivanovič Kovalenski i perzijski ministar Hājjī Ibrāhīm Shīrāzī izmijenili su žestoke diplomatske note, potvrđujući odlučnost svojih vlada da Gruziju imaju u svom podaništvu. Kralj Đuro je ruskom caru ponudio veću ovlast nad gruzijskim unutarnjim i vanjskim poslovima, ali je zauzvrat tražio pravo njegove dinastije da vlada zemljom, te da se zadrži autokefalnost Gruzijske pravoslavne Crkve. Međutim, dok su u Sankt Peterburgu pregovarali o uvjetima novog ugovora, car Pavle je odlučio anektirati Gruziju. Prije nego što su se Đurini izaslanici vratili iz Sankt-Peterburga, kralj Đuro je umro, a njegov se sin David proglasio gruzijskim regentom. Car Pavle je ubijen 11. ožujka 1801. godine, a njegov sin Aleksandar I. odbio je dopustiti Davidu da bude okrunjen za gruzijskog kralja, te je uredbom potvrdio pripajanje Gruzije Rusiji 12. rujna 1801. godine.